# Abercio di Ierapoli

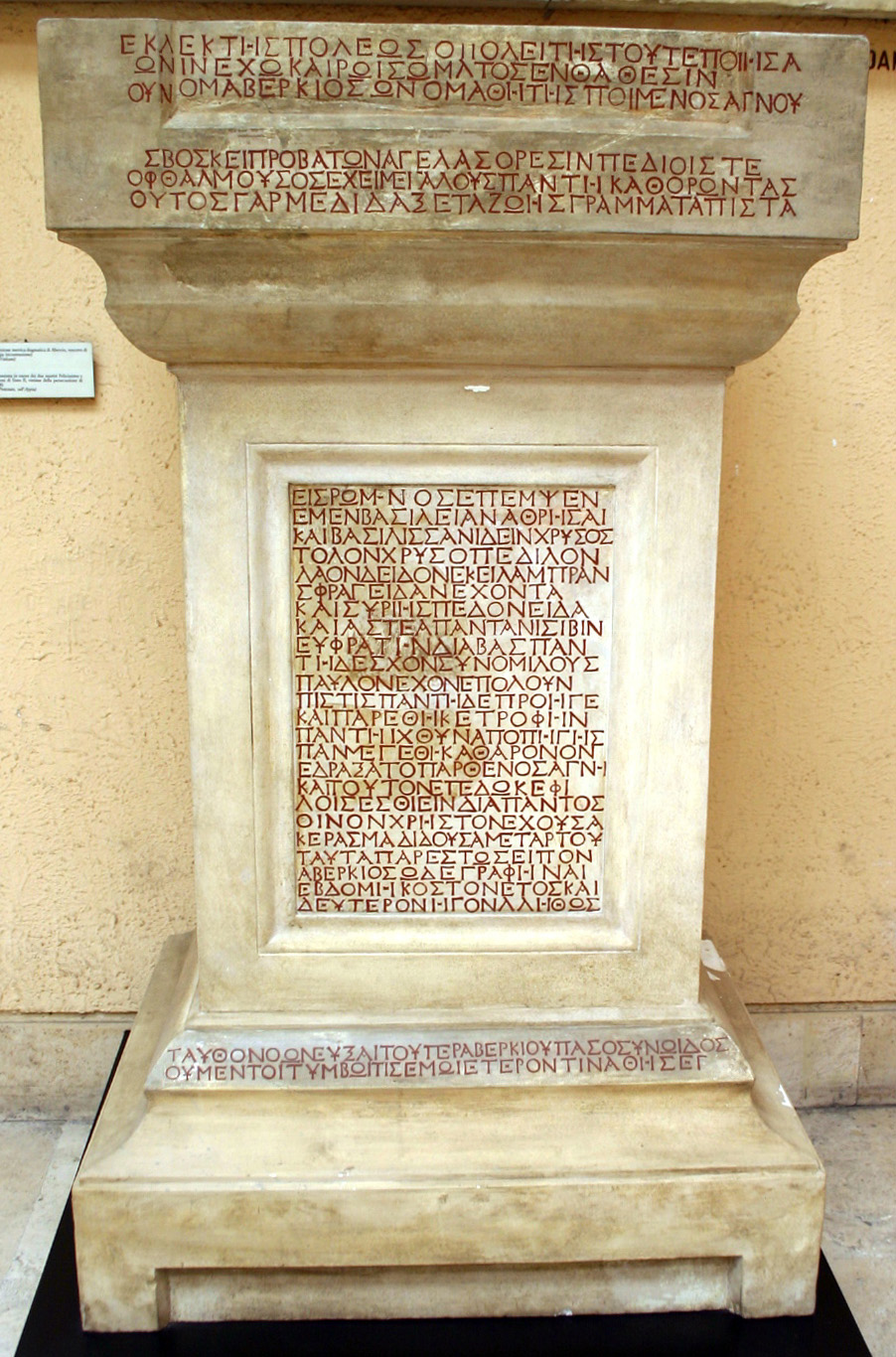
Calco del Cippo di Abercio esposto al Museo della civiltà romana a Roma; l'originale è conservato al Museo Pio Cristiano di Roma.

Abercio di Ierapoli (in greco antico: Αβέρκιος?; in latino Abercius; ... – 167) è stato vescovo di Ierapoli, in Frigia, nel II secolo; è venerato come santo dalla Chiesa cattolica e dalla Chiesa ortodossa.

## Agiografia
Dal racconto leggendario della sua Vita, scritta nel IV secolo dall'agiografo bizantino Metafraste, sappiamo che fu un predicatore instancabile ed un taumaturgo; che fu a Roma, in Magna Grecia, Siria, Asia Minore e Mesopotamia. Morì imprigionato sotto l'imperatore Marco Aurelio.
Gli vengono attribuiti una Epistola a Marco Aurelio citata dal cardinale Cesare Baronio e un Libro di Disciplina (in greco Βίβλος διδασκαλίας).
La tradizione sul santo è talmente leggendaria che a lungo si dubitò della sua stessa esistenza. Tuttavia nel 1883 l'archeologo William M. Ramsay scoprì a Ierapoli i frammenti di un epitaffio di Abercio che si completano con il testo citato nella Vita. Tale manufatto, detto Cippo di Abercio, è stato indicato dall'archeologo ed epigrafista Giovanni Battista de Rossi come la più importante tra le iscrizioni cristiane.

## Culto
La sua Memoria liturgica cade il 22 ottobre.
(Martirologio Romano)